# Samarske, Vasîlkivka
Samarske (în ucraineană Самарське) este un sat în comuna Pavlivka din raionul Vasîlkivka, regiunea Dnipropetrovsk, Ucraina.

## Demografie
Componența lingvistică a localității Samarske
     Ucraineană (100%)
Conform recensământului din 2001, toată populația localității Samarske era vorbitoare de ucraineană (100%).